# Transporter Industry International
Transporter Industry International (скорочено TII, також відомий як TII Group) — це всесвітній конгломерат компаній, що надають транспортні засоби великої вантажопідйомності та супутні послуги. Transporter Industry International є лідером світового ринку та відома, наприклад, транспортуванням вантажів для NASA.

## Історія

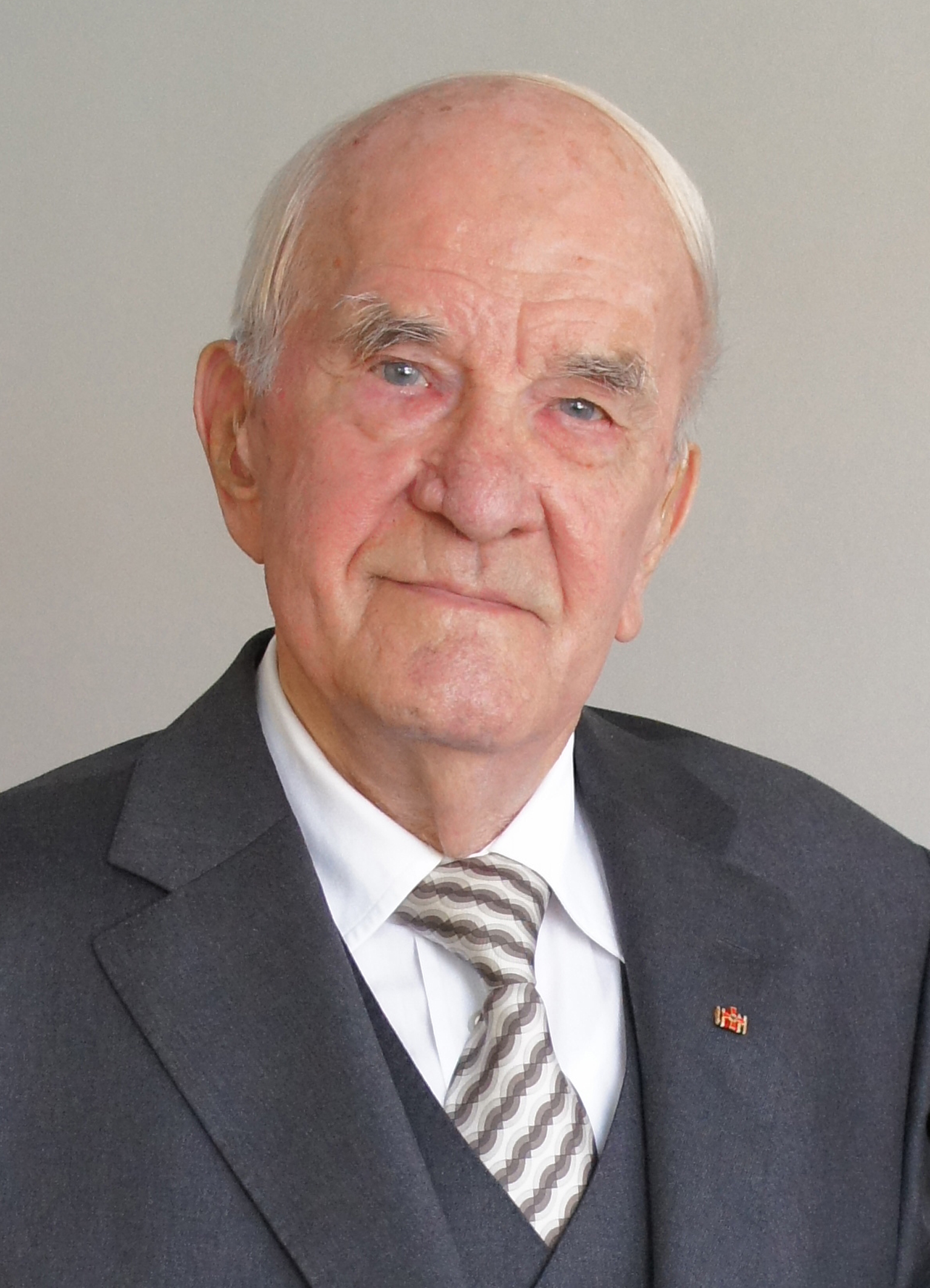
Отто Реттенмаєр, засновник Transporter Industry International

У 1988 році німецький бізнесмен Отто Реттенмаєр, який що до того займався успішним виробництвом целюлози, придбав німецьку компанію з виробництва транспортних засобів великої вантажопідйомності Scheuerle Fahrzeugfabrik, що переживала економічні труднощі.
Після успішної реструктуризації Scheuerle, у 1995 році Реттенмаєр придбав підприємство французького конкурента Nicolas Industrie, який також виготовляв великовантажні автомобілі. Для створення правових та організаційних умов для подальшого розвитку була створена холдингова компанія під назвою Transporter Industry International. Самі дочірні компанії зберегли свій регіональний характер і продовжували працювати незалежно, але співпрацювали, наприклад, у сфері продажів.
У 2004 році компанія Kögel Fahrzeugwerke через свою неплатоспроможність продала Реттенмаєру свою дочірню компанію Kamag Transporttechnik, що спеціалізується на невеликих промислових автомобілях і модульних транспортерах. З поглинанням та інтеграцією цієї компанії TII розширили свій асортимент.
Scheuerle, Nicolas і Kamag розробили спільні продукти для проєктів з високими вимогами. Усі три компанії встановили світові рекорди у сфері перевезення вантажів.
У 2015 TII придбали цивільний сектор індійського виробника причепів Tratec, таким чином забезпечивши свою першу локальну присутність за межами Європи і представивши себе на азійських ринках. Згодом ця дочірня компанія була перейменована у Tiiger.

## Холдинг
Transporter Industry International працює як приватна компанія з обмеженою відповідальністю (GmbH) зі штаб-квартирою в Гайльбронні, земля Баден-Вюртемберг, Німеччина.
Компанія має виробничі потужності в Німеччині, Франції та Індії, сервісні та торгові офіси в Китаї та Москві, виробничі майданчики в США. Вона повністю належить сімейному холдингу Реттенмаєр, зокрема до керівництва входить дочка засновника Сюзанна Реттенмайєр. На додаток до материнської компанії (TII Group) існує спільне підприємство з продажу та обслуговування клієнтів TII Sales, що працює як приватне товариство з обмеженою відповідальністю (Kommanditgesellschaft).

## Дочірні компанії

### Scheuerle

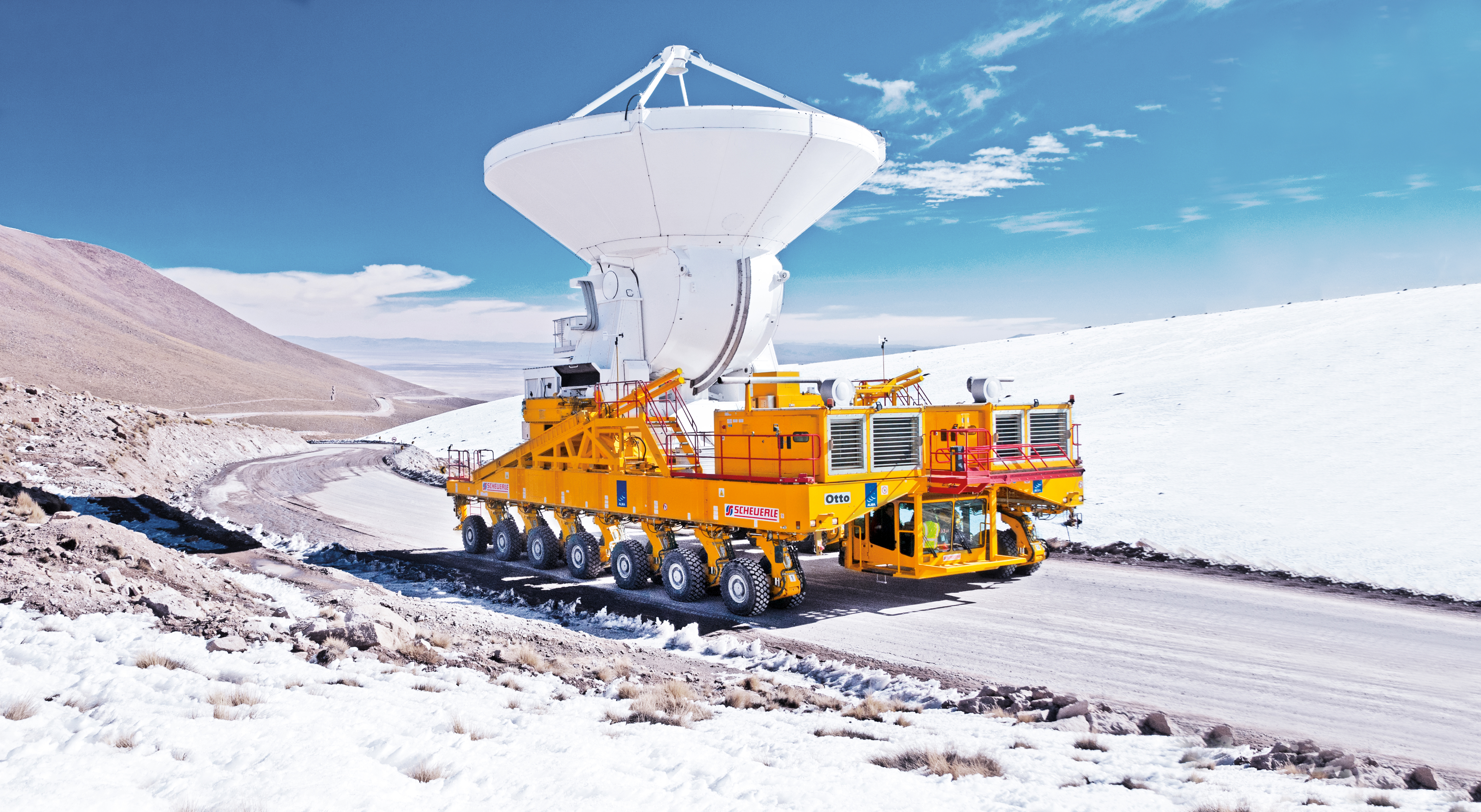
Транспортер Otto виробництва Scheuerle везе антену ALMA

Scheuerle Fahrzeugfabrik була заснована в 1869 році зі штаб-квартирою в Пфедельбаху, Баден-Вюртемберг, Німеччина. У 1949 році wz компанія винайшла сучасну концепцію причепа з низькою платформою. Пізніше від неї з'явилося багато інших інновацій, наприклад, у сфері гідравлічного та електричного чотиристороннього кермування. У 1960 році Scheuerle привернули міжнародну увагу, взявши участь у перевезенні історичних храмів Абу-Сімбел в Єгипті (храми перевезли на нове місце, щоб уникнути їх затоплення через будівництво Асуанської греблі).
Сьогодні компанія виготовляє, серед іншого, самохідні модульні транспортери, модульні та компактні транспортні засоби для автомобільних перевезень і гідропідсилювачі, а також надає різні послуги з обслуговування та навчання.

### Nicolas
Nicolas Industrie була заснована в 1855 році і тому має найдовшу історію з усіх дочірніх компаній Transporter Industry International. Штаб-квартира компанії знаходиться в Шам-сюр-Іонн, Осер, Франція. Nicolas розробили сучасні транспортери великої вантажопідйомності з маятниковими осями. Сьогоднішній асортимент продукції та послуг компанії майже ідентичний асортименту Scheuerle.

### Kamag

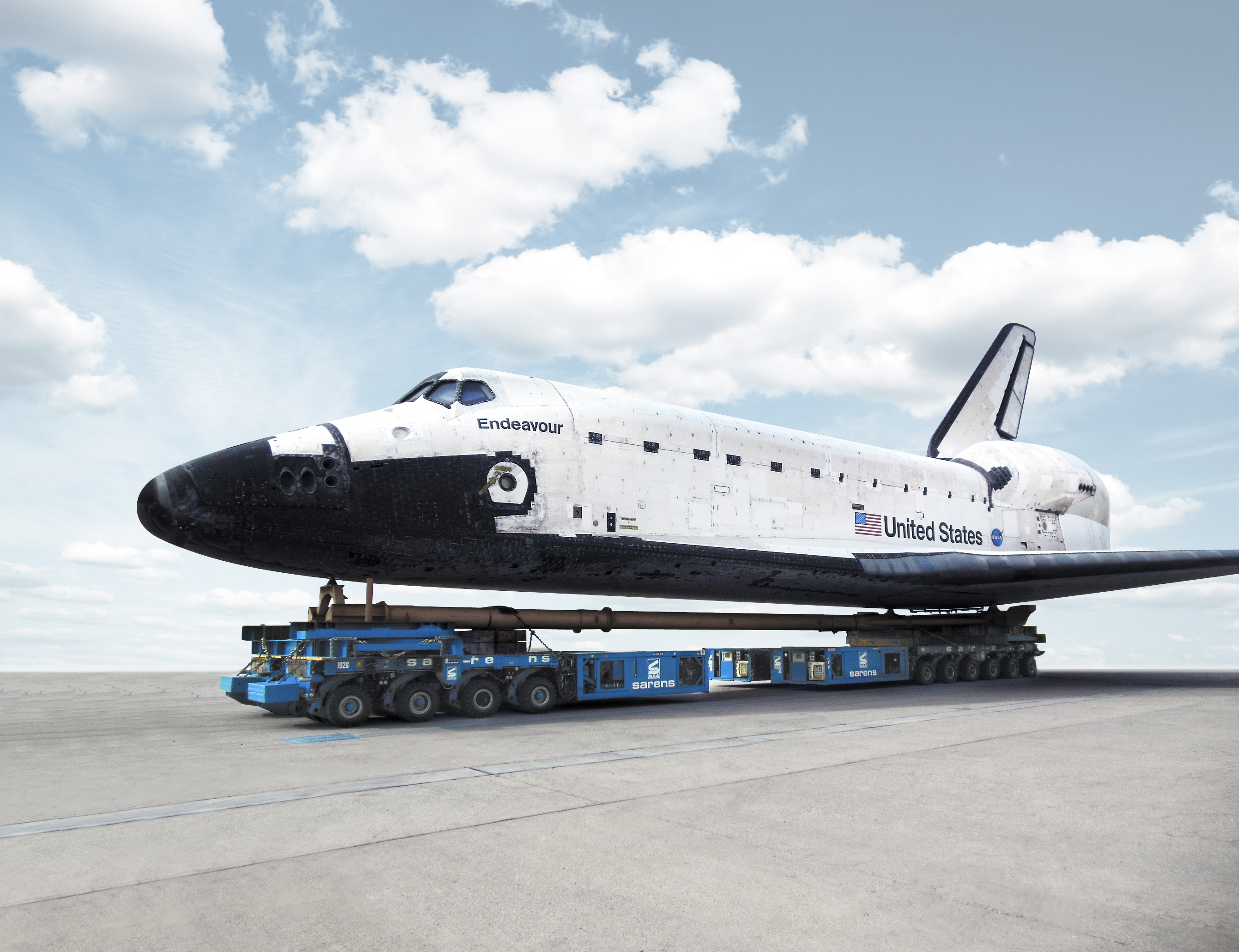
Шатл Індевор на модульному транспортері Kamag

Kamag Transporttechnik була заснована в 1969 році зі штаб-квартирою в Ульмі, Баден-Вюртемберг, Німеччина, та займалася великоваговими транспортними засобами. Сьогодні Kamag розробляє та виробляє спеціалізовані транспортери та інші модульні транспортні засоби для широкого спектру застосувань.
NASA є клієнтом Kamag Transporttechnik з 1979 року. Компанія надає транспортні засоби для переміщення ракет, прискорювачів і корисного навантаження супутників. Наприклад, транспортер SRM (Solid Rocket Motor) переміщував сегменти космічного човника між ремонтними та складськими приміщеннями на базі Канаверал і будівлею вертикальної зборки. Транспортери PCT (Payload Canister Transporters) переміщували контейнери з корисним навантаженням між будівлями обробки корисного навантаження, будівлею вертикальної зборки та стартовим майданчиком.

### Tiiger
У 2015 році Tii group придбала цивільну частину бізнесу індійської компанії Tratec, яка спеціалізується на виробництві гідравлічних модульних причепів та обслуговувала на той момент державний і цивільний сектор. З моменту придбання цивільний бізнес контролюється Tii India, а державний бізнес, як і раніше, належить Tractec. Tii group створила новий бренд Tiiger, під яким пропонує гідравлічні модульні причепи для перевезення негабаритних вантажів. Виробничий підрозділ Tiiger розташований у місті Бавал, штат Хар'яна.